# Rocky Mount (Carolina del Nord)
Rocky Mountain és una població dels Estats Units a l'estat de Carolina del Nord. Segons el cens del 2008 tenia 57.010 habitants.

## Demografia
Segons el cens del 2000, Rocky Mountain tenia 55.893 habitants, 21.435 habitatges i 14.682 famílies. La densitat de població era de 606,7 habitants per km².
Dels 21.435 habitatges en un 32,9% hi vivien nens de menys de 18 anys, en un 43,3% hi vivien parelles casades, en un 20,9% dones solteres, i en un 31,5% no eren unitats familiars. En el 27,4% dels habitatges hi vivien persones soles el 10,3% de les quals corresponia a persones de 65 anys o més que vivien soles. El nombre mitjà de persones vivint en cada habitatge era de 2,55 i el nombre mitjà de persones que vivien en cada família era de 3,11.
Per edats la població es repartia de la següent manera: un 27,7% tenia menys de 18 anys, un 8,9% entre 18 i 24, un 28,5% entre 25 i 44, un 21,9% de 45 a 60 i un 13% 65 anys o més.
L'edat mediana era de 35 anys. Per cada 100 dones de 18 o més anys hi havia 79,4 homes.
La renda mediana per habitatge era de 32.661 $ i la renda mediana per família de 39.929 $. Els homes tenien una renda mediana de 31.455 $ mentre que les dones 24.409 $. La renda per capita de la població era de 17.804 $. Entorn del 20,1% de les famílies i el 15,8% de la població estaven per davall del llindar de pobresa.

## Personatges il·lustres
- Thelonious Monk (1917 - 1982) pianista i compositor

## Poblacions més properes
El següent diagrama mostra les poblacions més properes.